# 카마이 보타니 만 국립공원

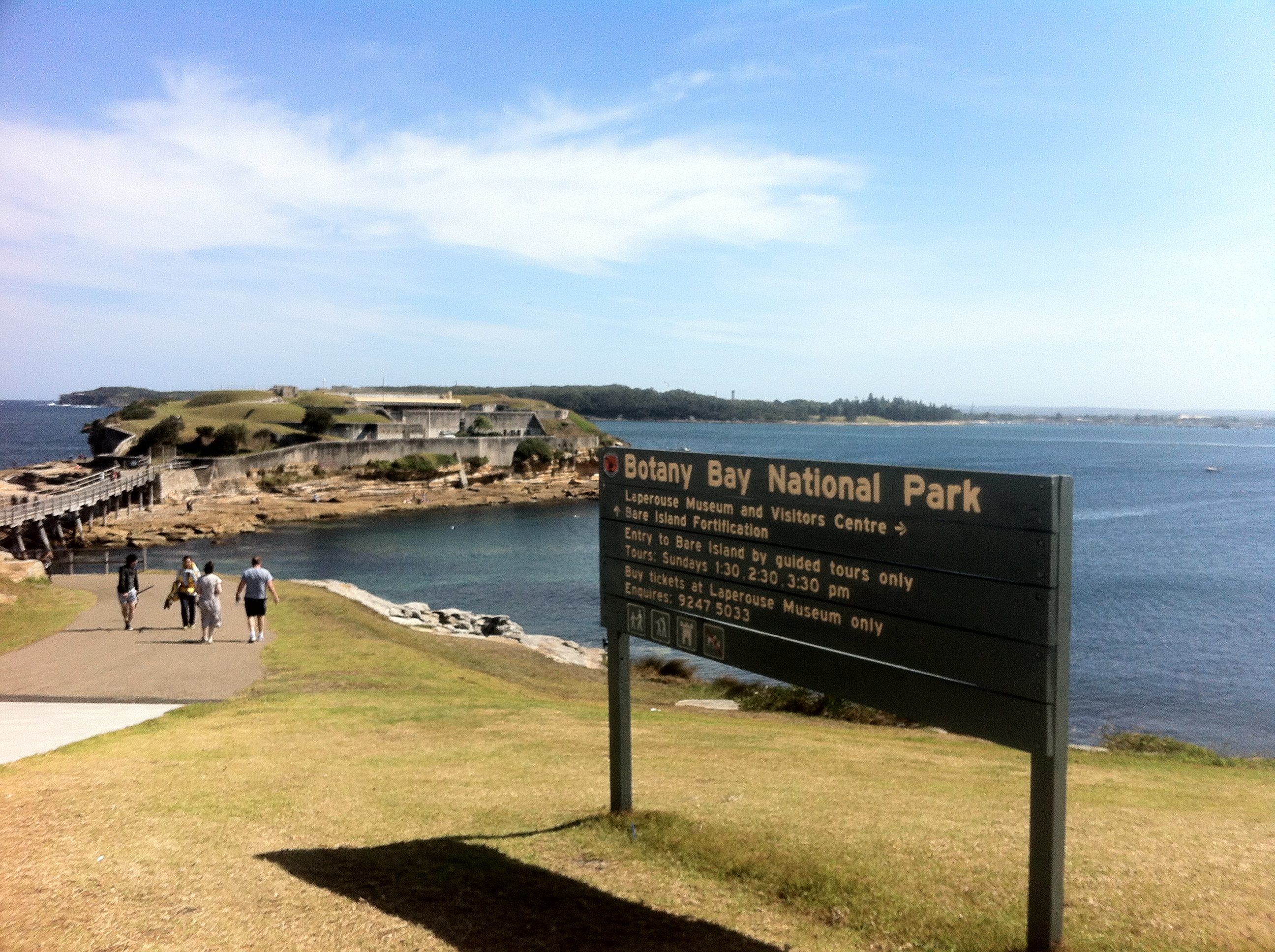
카마이 보타니 만 국립공원

카마이 보타니 만 국립공원(Kamay Botany Bay National Park)은 오스트레일리아 시드니에 있는 국립공원이다. 넓이는 456헥타르로 시드니 중심 업무 지구에서 남동쪽으로 약 16km 떨어져있다. 보타니 만을 두고 떨어져 있다. 북쪽은 라페루즈를 접하고 남쪽은 커넬(Kurnell)을 접한다. 이곳은 식물학자 조셉 뱅크스와 박물학자 다니엘 솔란더(Daniel Solander)가 1770년 HMS 인데버가 오스트레일리아에 처음 상륙했을 때 식물종 표본을 채집한 곳으로서 오스트레일리아에게 유산 가치가 있는 곳이다. 이곳은 2017년 9월 10일 호주국립유산목록에 등재됐다.

## 특징
오스트레일리아의 역사와 관련된 기념비가 커넬 반도 입구에 있다. 이 기념비와 이어지는 산책로가 있으며 인포메이션 센터와 박물관이 있다. 또한 1950년에 세워진 케이프 베일리 등대가 있다.

## 같이 보기
- 베어섬 (오스트레일리아)